# Al-Biruní (cràter)

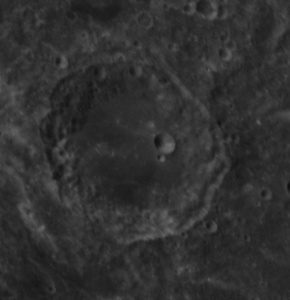
Imatge de la missió Apol·lo 14

Al-Biruní és un cràter d'impacte situat en la cara oculta de la Lluna, en una porció de la superfície lunar visible ocasionalment gràcies als moviments de libració. En aquestes circumstàncies el cràter és visible lateralment. Al-Biruní està situat al sud del cràter Joliot i al nord-est del cràter Goddard.

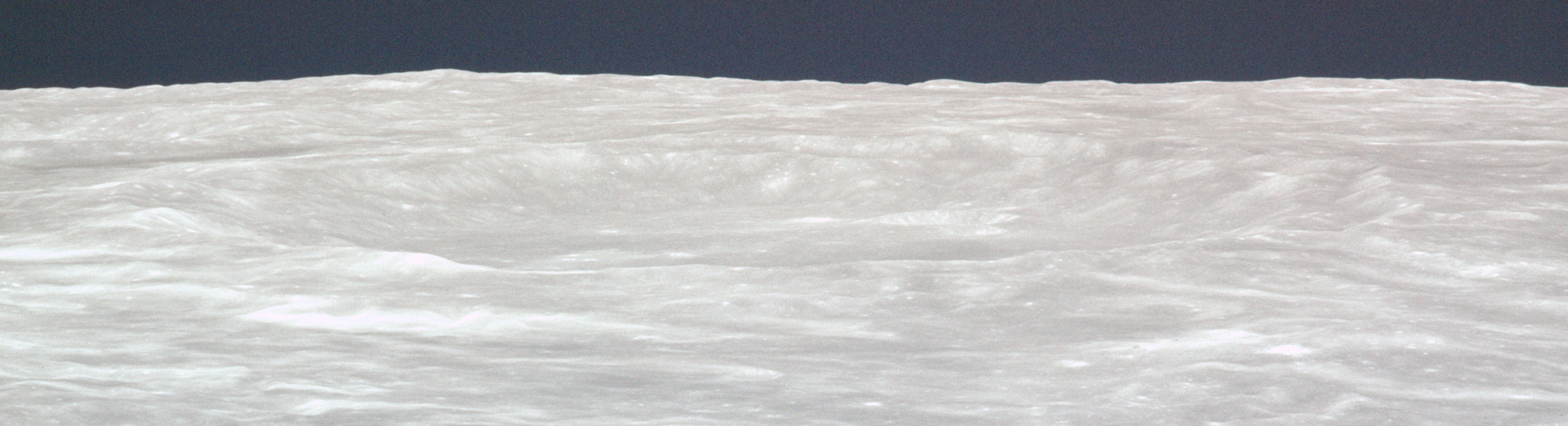
Vista obliqua d'Al-Biruní des de l'Apol·lo 17

La forma de la vora d'Al-Biruní s'aproxima a un cercle una mica irregular, amb una prominència sobresortint de la vora en la seva part nord-est i un engrosament per l'interior de la seva part oest. L'interior és relativament pla, amb diminuts cràters repartits per tota la superfície. Entre ells destaca, per la seva major grandària, Al-Biruní C, prop de la par nord-est de la vora.

## Cràters satèl·lit
Per convenció aquests elements són identificats en els mapes lunars posant la lletra en el costat del punt mitjà del cràter que està més proper a Al-Biruní.
|           | \| Al-Biruní \| Coordenades \| Diàmetre \| \| --------- \| ------------------------------------ \| -------- \| \| C \| 18° 24′ N, 93° 00′ E / 18.4°N,93.0°E \| 9 km \| |          |
| Al-Biruní | Coordenades | Diàmetre |
| C         | 18° 24′ N, 93° 00′ E / 18.4°N,93.0°E | 9 km     |